# マロンケーキ

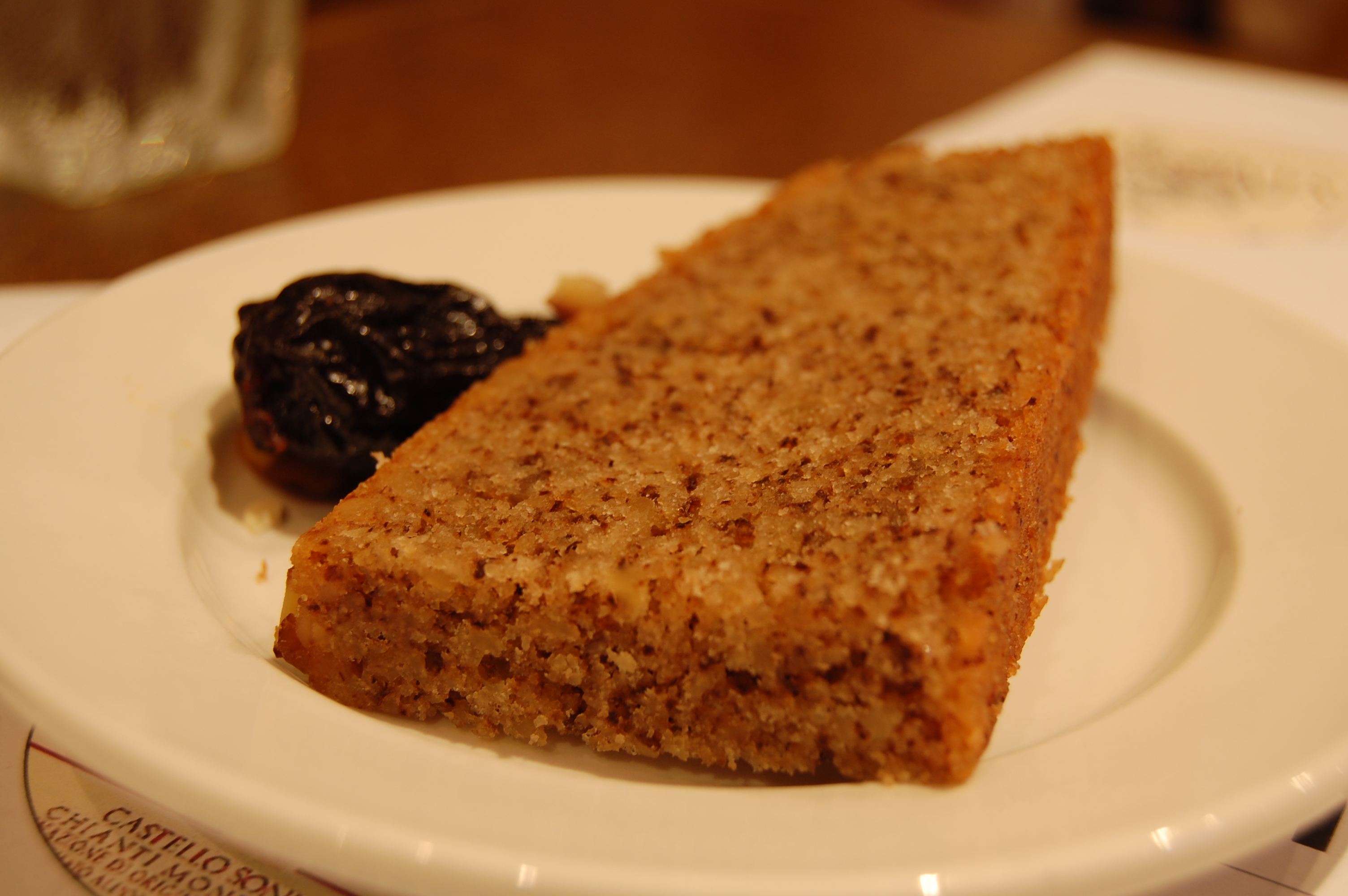
スライスしたマロンケーキ

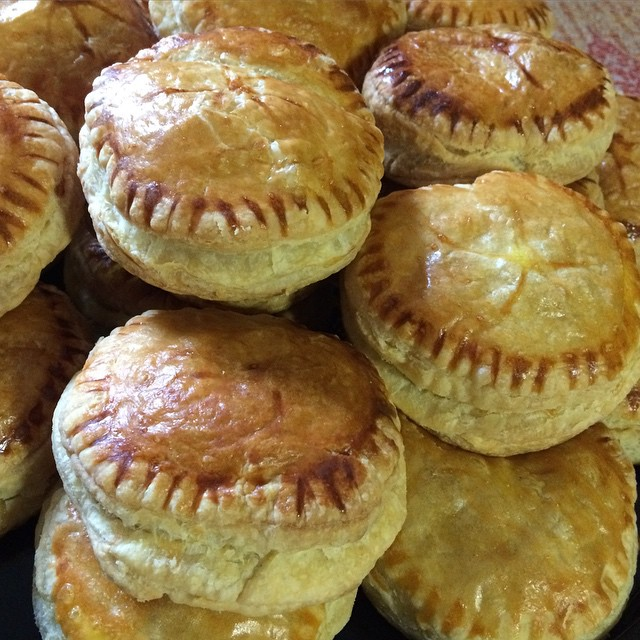
クリと小豆餡を入れたマロンケーキ

マロンケーキまたはチェスナッツケーキ、栗のケーキ(Chestnut cake)は、クリを用いたケーキである。通常のケーキの材料とともに、加熱して挽いたクリから作った栗粉を材料に用いる。チョコレートケーキとすることもある。アイシングやグレーズしたクリを上に飾ったり、加熱または砂糖漬けにしたクリを付け合わせることもある。グルテンフリーのケーキとして作ることもできる。

## 概要
栗のケーキは、クリを主材料として用いる。クリは、粉に挽いて用いる。高品質の栗粉は、クリの皮が含まれないため、白色である。小麦粉を使って、ケーキの中に刻んだクリを入れて作ることもできる。栗粉の他に加える材料は、小麦粉、砂糖、卵、膨張剤等の通常のケーキの材料である。チョコレートケーキやレイヤーケーキにすることもできる。独特の栗の風味を持つ。
デザートとして提供され、アイシング、ガナッシュ、ホイップクリーム等をトッピングすることもある。アイシングの中にクリや、ブランデーやスコッチウイスキー等の蒸留酒が含まれることもある。砂糖漬けまたは加熱したクリをケーキの上にトッピングすることもある。栗粉と米粉を使って、グルテンフリーにもできる。

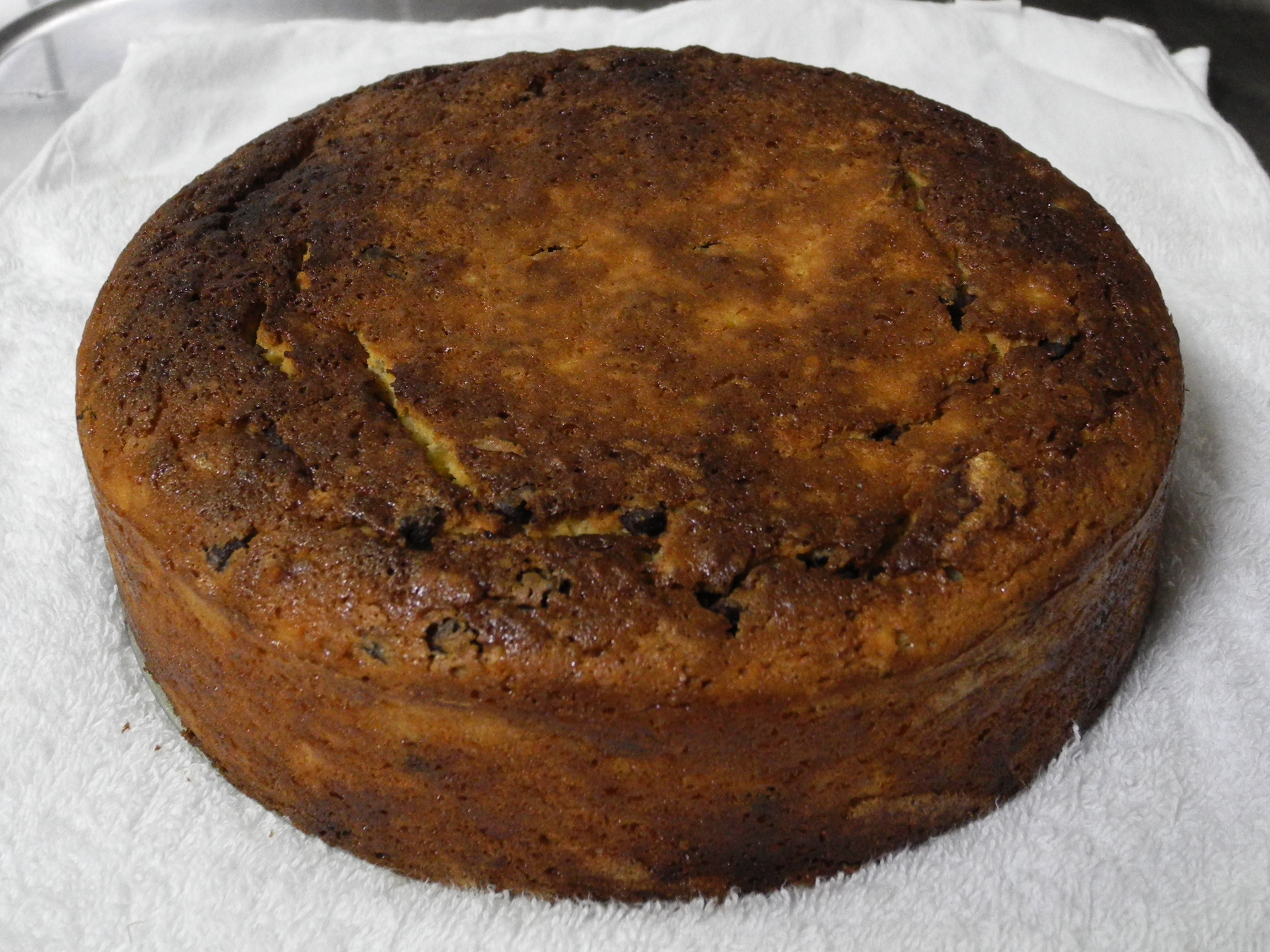
よく焼いたマロンケーキ
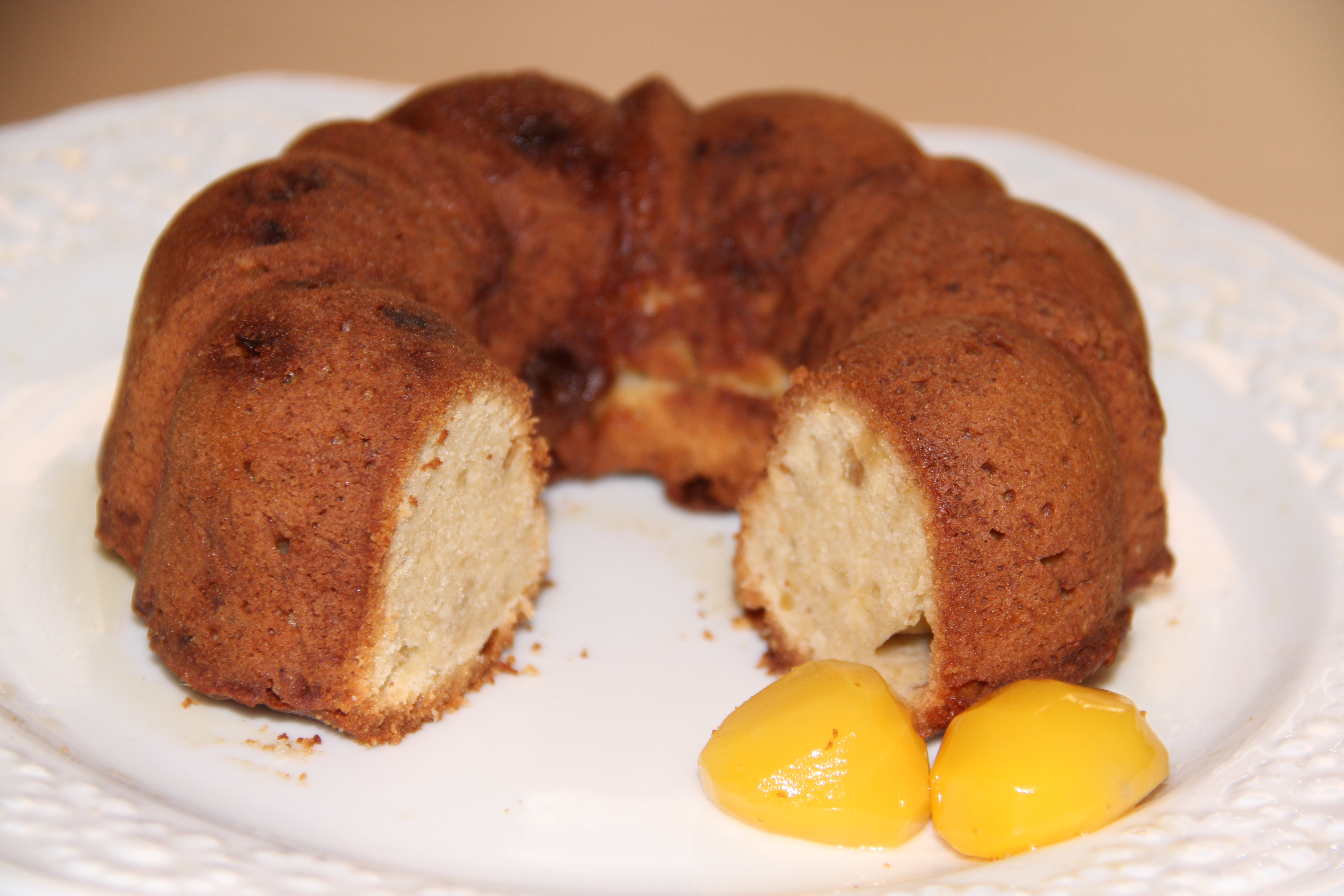
クリを添えたクグロフ

## 関連文献
- “Chocolate and chestnut cake”. Belfast Telegraph (2016年1月30日). 2016年1月30日閲覧。